# Nicolo Donato (réalisateur)
Pour les articles homonymes, voir Nicolo Donato.
Nicolo Donato (sans doute, en italien, Nicolò, né le 10 octobre 1974 à Copenhague) est un réalisateur danois d'ascendance italienne.

## Filmographie
- 2009 : Brotherhood (Broderskab) - Marc-Aurèle au Festival de Rome.
- 2007 : Togetherness (TV)
- 2005 : Min mors kærlighed (TV)
- 2004 : Rød mand stå44 (TV)